# Anders Simonsson
Anders Simonsson var en svensk borgmästare och häradshövding under 1500-talets första hälft.

## Biografi
Anders Simonsson var borgmästare i Stockholm. Han förordnades i november 1530 av Gustav Vasa till häradshövding i Hammarkinds härad och hade tjänsten fram till 1532. År 1532 lät han lagläsaren Botvid Persson vikariera på tjänsten. Anders Simonsson blev 3 september 1534 häradshövding i Ulleråkers härad och Vaksala härad. Han levde ännu 1537.